# Tarzan (Fernsehserie, 1966)
Tarzan ist eine 57-teilige US-Fernsehserie, die von 1966 bis 1968 von der National Broadcasting Company produziert wurde. Anders als der klassische Tarzan tritt hier der Protagonist als gut ausgebildeter Urwaldkenner auf, der nach Jahren der Zivilisation wieder in den Dschungel, den Ort seiner Heimat, zurückkehrte. Daneben sind aber auch die klassischen Elemente zu finden, wie der Schimpanse Cheeta. 
47 Folgen der Fernsehserie wurden  vom 2. Januar 1971 bis zum 4. Dezember 1971 erstmals in Deutschland jeweils am Samstagabend um 17:45 vom ZDF ausgestrahlt.

## Handlung
Der Earl of Greystoke wuchs im Dschungel auf.  Nach Jahren der Zivilisation kehrt er zurück in den Dschungel, um sich um Wildtiere zu kümmern und einen Ausgleich zwischen dem Menschen und den Tieren zu finden. So kann er in beiden Welten agieren und spricht die Sprache der Tiere wie der Menschen. Sein bester Tierfreund ist Cheeta, sein bester Menschenfreund das Waisenkind Jai. Das erotische Element in Form einer Jane Porter fehlt völlig.

## Episoden

### Staffel 1 – 1966–1967
1. Tarzan und das blinde Mädchen (Eyes of the lion)
2. Elfenbeinpiraten (The ultimate weapon)
3. Der schwarzköpfige Leopard (Leopard on the loose)
4. Wettlauf um Jais Leben (A life for a life)
5. Der Gefangene (The prisoner)
6. Die drei Gesichter des Todes (The three faces of death)
7. Die Teufelskatze (The prodigal puma)
8. nicht in Deutschland ausgestrahlt (The deadly silence, Part 1)
9. nicht in Deutschland ausgestrahlt (The deadly silence, Part 2)
10. Jai und der Prinz (The figurehead)
11. Jai darf nicht sterben (Village of fire)
12. Der Tag des goldenen Löwen (Day of the golden lion)
13. Die Perlen von Tanga (Pearls of Tanga)
14. In Ketten durch den Urwald (The end of the river)
15. Der letzte Beweis (The ultimate duel)
16. Der Vulkan (The firep people)
17. Tarzan und das Ungeheuer (Track of the dinosaur)
18. Tarzan und die Sträflinge (The day the earth trembled)
19. Käpt’n Jai (Cap’n Jai)
20. Treibjagd auf Tarzan (A pride of assassins)
21. Tarzan bei den Pygmäen (The golden runaway)
22. Jai und der General (Basil of the bulge)
23. Suche nach einer Toten (Mask of Rona)
24. Der Raub der „Aufgehenden Sonne“ (To steal the rising sun)
25. nicht in Deutschland ausgestrahlt (Jungle dragnet)
26. Die Abenteuer der Charity Jones, Teil 1 (The perils of Charity Jones, Part 1)
27. Die Abenteuer der Charity Jones, Teil 2 (The perils of Charity Jones, Part 2)
28. Der Zirkus (The circus)
29. nicht in Deutschland ausgestrahlt (The ultimatum)
30. nicht in Deutschland ausgestrahlt (Algie B. for brave)
31. nicht in Deutschland ausgestrahlt (Man killer)

### Staffel 2 – 1967–1968
1. Der Tiger (Tiger, tiger)
2. Ein Elefant vor Gericht (Voice of the elephant)
3. nicht in Deutschland ausgestrahlt (Thief catcher)
4. Der blaue Stein des Himmels, Teil 1 (The blue stone of Heaven, Part 1)
5. Der blaue Stein des Himmels, Teil 2 (The blue stone of Heaven, Part 2)
6. Der Muguma-Fluch (Maguma curse)
7. nicht in Deutschland ausgestrahlt (The fanatics)
8. Jagd nach Gold (The last of the supermen)
9. Das Urwaldhotel (Hotel Hurricane)
10. Der Zauberdoktor (The pride of Lioness)
11. Die Mondberge, Teil 1 (Mountains of the moon, Part 1)
12. Die Mondberge, Teil 2 (Mountains of the moon, Part 2)
13. Jai und der heilige Stein (Jai’s amnesia)
14. Die wandernden Riesenbären (Creeping giants)
15. Colonel Stones letzter Auftrag (The professional)
16. nicht in Deutschland ausgestrahlt (The convert)
17. Die gefangenen Seelen (King of the desert)
18. Ein Gewehr für Jai (A gun for Jai)
19. Todesmarsch nach Kingsville (Trek to terror)
20. Überfall auf den Geldtransport (End of a challenge)
21. Tarzan und die Kidnapper (Jungle ransom)
22. Sklavenjäger, Teil 1 (Four o’clock army, Part 1)
23. Sklavenjäger, Teil 2 (Four o’clock army, Part 2)
24. Tödliche Revanche (Rendezvous for revenge)
25. Alex, der Große (Alex the great)
26. Die Statue von Dumbawa (Trina)